# Hérédité des offices
L’hérédité des offices consiste, sous l’Ancien Régime en France, en la transmissibilité d’une charge publique au sein d’une même famille ; avec la vénalité, elle constitue la patrimonialité des offices.

## Une hérédité au cas par cas
Au XIIIe siècle, avec la réaffirmation de l’autorité royale, les agents royaux se multiplient sur l’ensemble du territoire. Peu à peu, ils se spécialisent et se professionnalisent. En échange, ils obtiennent du roi une certaine stabilité, grâce à une ordonnance de Louis XI du 21 octobre 1467, puis la vénalité de leurs charges, qui reste d’abord privée avant de devenir officielle.
Mais les officiers ne s’arrêtent pas là. Ils souhaitent que leurs charges fassent partie intégrante de leur patrimoine et qu’ils puissent les transmettre à leurs héritiers au même titre que leurs autres biens. Or, dans le cadre de la vénalité privée, la seule transmission possible est conditionnée par le paiement d’une taxe et surtout par le respect du délai de quarante jours imposé par le roi. Ce délai empêche une transmission automatique de la charge, puisqu’un officier doit prévoir sa succession au moins quarante jours avant son décès. Cela oblige les agents à quitter leurs fonctions assez tôt ou à prendre le risque de mourir en étant toujours pourvu, leur charge revenant alors automatiquement dans les mains du roi.
À partir de 1541, le roi lui-même adoucit quelque peu cette situation. Il accorde des lettres de survivance à l’héritier d’un officier mort en fonction, mais bien évidemment moyennant finances. De plus, ces lettres ne sont accordées qu’au cas par cas, après un examen de la demande formulée par l’héritier.

## L’hérédité généralisée au prix fort
Les officiers réclament donc un système qui permette une hérédité plus systématique. En 1568, le pouvoir central met en place une nouvelle taxe, le tiers denier. Une ordonnance autorise alors l’hérédité des offices contre le paiement du tiers de la valeur de la charge au moment de la transmission de celle-ci. C’est une première étape, mais l’importance financière de la taxe empêche certaines familles de conserver la charge, qui constitue parfois le bien le plus précieux du patrimoine.

## L’instauration de la Paulette
Le roi a bien compris le souhait des officiers, mais il a également compris tout le bénéfice qu’il pouvait en tirer. En 1604, le secrétaire d’État de la chambre du roi Charles Paulet trouve la solution qui satisfera tout le monde. Il crée une nouvelle taxe, qui deviendra célèbre sous le nom de paulette. Il s’agit d’une taxe annuelle, équivalent au soixantième du prix de la charge, qui doit être payée par le titulaire de l’office. Elle permet la transmission héréditaire automatique, en écartant la règle des quarante jours et en diminuant le montant de la taxe de mutation, payée dans le cadre de la vénalité privée. Les officiers peuvent donc choisir de payer cet « annuel » en bénéficiant de l’hérédité, ou de payer le tiers denier à chaque succession.
La patrimonialité des charges est à ce moment-là clairement établie, contre le paiement de nombreuses taxes, administrées par la Recette générale des parties casuelles, bureau spécialement créé par le pouvoir central pour gérer ces rentrées d’argent.